# يوحنا مور
يوحنا مور (بالإنجليزية: John Moore)‏ (25 سبتمبر 1923 بتشيسوك في المملكة المتحدة - 1 سبتمبر 2012 في المملكة المتحدة) هو لاعب كرة قدم بريطاني (وحمل سابقاً جنسية المملكة المتحدة لبريطانيا العظمى وأيرلندا) في مركز نصف الجناح. لعب مع كولتشستر يونايتد ومانشستر سيتي ونادي برينتفورد وStaines Town F.C. ‏ ونادي غلوستر سيتي وهاستينغز يونايتد ‏.